# الانتشار الذاتي
وفقا لتعريف الاتحاد الدولي للكيمياء البحتة والتطبيقية،، معامل الانتشار الذاتي هو معامل الانتشار {\displaystyle D_{i}^{*}} من الأنواع {\displaystyle i} عندما يكون تدرج الجهد الكيميائي يساوي الصفر. يرتبط بمعامل الانتشار {\displaystyle D_{i}} حسب المعادلة:
{\displaystyle D_{i}^{*}=D_{i}{\frac {\partial \ln c_{i}}{\partial \ln a_{i}}}.}
هنا {\displaystyle a_{i}} هو نشاط الأنواع {\displaystyle i} في الحل و{\displaystyle c_{i}} هو تركيز {\displaystyle i}. يفترض عادة أن يكون هذا المصطلح مساوياً لنشر التتبع الذي يحدده مشاهدة حركة النظائر في المادة ذات الأهمية.